# 3072 Vilnius
3072 Vilnius este un asteroid din centura principală, descoperit pe 5 septembrie 1978 de Nikolai Cernîh.